# Клевенка (залізнична станція)
Клевенка (залізнична станція) (рос. Клевенка) — залізнична станція у Івантієвському районі Саратовської області Російської Федерації.
Населення становить 179 осіб. Орган місцевого самоврядування — Канаєвське муніципальне утворення.

## Історія
Населений пункт розташований у межах українського історичного та культурного регіону Жовтий Клин.
Від 23 липня 1928 року в складі Пугачовського округу Нижньо-Волзького краю. Орган місцевого самоврядування від 2005 року — Канаєвське муніципальне утворення.

## Населення
| 2010 |
| ---- |
| 179  |